# Cocoon - L'energia dell'universo
Cocoon - L'energia dell'universo (Cocoon) è un film del 1985 diretto da Ron Howard, tratto dal romanzo di David Saperstein. Vincitore di due premi Oscar, Il film ha avuto un sequel: Cocoon - Il ritorno.
Le riprese del film si svolsero dal 20 agosto 1984 al 1° novembre 1984.

## Trama
In una pensione per anziani e nei dintorni vivono tre amici: Ben, Arthur e Joe, che passano il loro tempo chiacchierando e usufruendo segretamente di una lussuosa piscina sita in un'abitazione sfitta nelle vicinanze. Il loro divertimento è però interrotto da Walter che, assieme ai tre cugini tra i quali spicca la bella Kitty, decide di affittare la casa per poco meno di un mese.
I cugini noleggiano l'imbarcazione di Jack, squattrinato comandante di barche, per compiere delle immersioni. Mentre Jack è sempre più interessato alla bella Kitty, è anche incuriosito da alcuni misteriosi involucri che i cugini caricano sulla barca e il cui contenuto gli è celato. Gli involucri contengono dei bozzoli giganti che vengono depositati nella piscina, nella quale continuano a fare il bagno di nascosto i tre vecchietti. Dopo le abluzioni i tre sembrano aver riacquistato le forze della giovinezza, e in poco tempo convincono le rispettive mogli e compagne a usufruire dei miracoli della piscina. Persino il cancro di Joe sembra essere completamente guarito. In breve tempo, però, sia il comandante Jack che i tre vecchietti scoprono la reale identità dei quattro cugini. Essi sono extraterrestri provenienti da Antarea, un pianeta dove non esistono malattie, guerre o mortalità. Il loro obiettivo sulla Terra è recuperare i bozzoli dove sono racchiusi i loro amici che diecimila anni prima vi si chiusero per permettere a loro di fuggire nel corso dello sprofondamento in mare della base terrestre degli alieni, Atlantide.
La voce della piscina miracolosa si sparge per l'intervento di Bernie, altro pensionato dell'ospizio che, coinvolto dagli amici, rifiuta di beneficiare degli effetti dell'acqua poiché lo ritiene contronatura. Gli ospiti del pensionato accorrono a tuffarvisi ma, così facendo, depauperano l'acqua dell'energia che occorreva per nutrire i bozzoli, portando gli occupanti in fin di vita. Gli alieni sono così costretti, con l'aiuto di Jack e dei nonnini, a riportarli nelle profondità marine in quanto non sopporterebbero il viaggio di ritorno sul pianeta natio.
Walter, leader degli antareani, stringe però un rapporto di amicizia con gli uomini e offre loro la possibilità di partire per Antarea, dove diventeranno immortali e immuni da malanni. I tre, le rispettive compagne e alcuni loro amici della casa di riposo accettano e partono nonostante il disappunto di David, nipote di Ben.

## Personaggi
- Ben Luckett: Ben è uno degli anziani protagonisti che vive nella casa di riposo. È un uomo gentile e affettuoso, molto legato a sua moglie Mary. Dopo aver scoperto i poteri ringiovanenti della piscina, è tra i più entusiasti a utilizzarla.

- Art Selwyn: Art è un altro anziano che scopre i benefici della piscina. È spiritoso, con un atteggiamento giovanile, e apprezza molto l'opportunità di sentirsi di nuovo giovane.

- Joe Finley: Joe è un amico di Ben e Art, ed è tra i primi a scoprire gli effetti della piscina. Prima di questo, soffriva di una malattia terminale, ma l'energia ritrovata gli permette di godere di una nuova vitalità.

- Bernie Lefkowitz: Bernie è l'unico del gruppo di amici che inizialmente rifiuta di fare il bagno nella piscina. È profondamente legato alla moglie Rose, e il suo dolore per la sua morte è uno dei momenti più toccanti del film.

- Mary Luckett: Mary è la moglie di Ben, amorevole e comprensiva. Condivide con Ben le gioie del ringiovanimento, ma è anche realistica riguardo alle loro circostanze.

- Rose Lefkowitz: Rose è la moglie di Bernie, e la sua morte segna un punto cruciale nella trama, portando Bernie a riflettere sulla vita e la mortalità.

- Walter: Walter è il capo degli alieni Antareani. È un leader saggio e compassionevole, determinato a recuperare i bozzoli dei suoi compagni.

- Jack Bonner: Jack è un giovane capitano di barca che viene coinvolto nella storia degli alieni. La sua relazione con Kitty lo porta a confrontarsi con questioni di amore e identità.

- Kitty: Kitty è una degli alieni Antareani che assume una forma umana attraente per interagire con gli umani. Ha una relazione speciale con Jack Bonner, un giovane capitano di barca.

- David: David è il nipote di Ben e Mary. Ha un rapporto affettuoso con i nonni e diventa parte della scoperta del segreto della piscina.

## Riconoscimenti
- 1986 - Premio Oscar
  - Miglior attore non protagonista a Don Ameche
  - Migliori effetti speciali a Ken Ralston, Ralph McQuarrie, Scott Farrar e David Berry
- 1986 - Golden Globe
  - Candidatura Miglior film commedia o musicale
- 1985 - Festival di Venezia
  - Premio Giovani a Ron Howard

## Libro
Poco prima dell'uscita del film nelle sale cinematografiche, il libro da cui è stato tratto il film è stato distribuito nelle librerie. Il libro amplia e espande la storia con eventi diversi rispetto alla versione cinematografica.
Successivamente furono pubblicati altri due libri che completarono la trilogia: Metamorphosis (1988), che continua la storia degli anziani ringiovaniti e le loro nuove sfide, e Butterfly: Tomorrow's Children (2013), che si concentra sulle generazioni future trasformate dagli alieni e sulle loro esperienze in un mondo che sta per entrare in una nuova epoca. 

## Video Musicale
In contemporanea all'uscita del film nei cinema, venne fatto uscire in TV, un video musicale promozionale del film, scritto e diretto da Michael Sembello: Gravity.